# Castell de Paderne
El Castell de Paderne és un monument militar de la freguesia de Paderne, part del municipi d'Albufeira, de la regió de l'Algarve, a Portugal. El primer edifici militar en aquell indret seria un castre lusità, conquerit després pels romans, però el castell en si es construiria en els segles XI o XII, durant el període musulmà. La fortalesa fou presa el 1248, durant la conquista cristiana de l'Algarve.(1) Va quedar abandonat quan Paderne es traslladà a un altre indret, en el segle xvi, i va ser greument danyat durant el sisme de 1755, tot i que fou oficialment conclòs el 1858. El classificaren com a Immoble d'Interés Públic al 1971. És un dels símbols del municipi, i un dels més importants exemplars d'arquitectura militar islàmica de la península Ibèrica. A l'interior destaca una ermita dedicada a Nossa Senhora da Assunçâo.

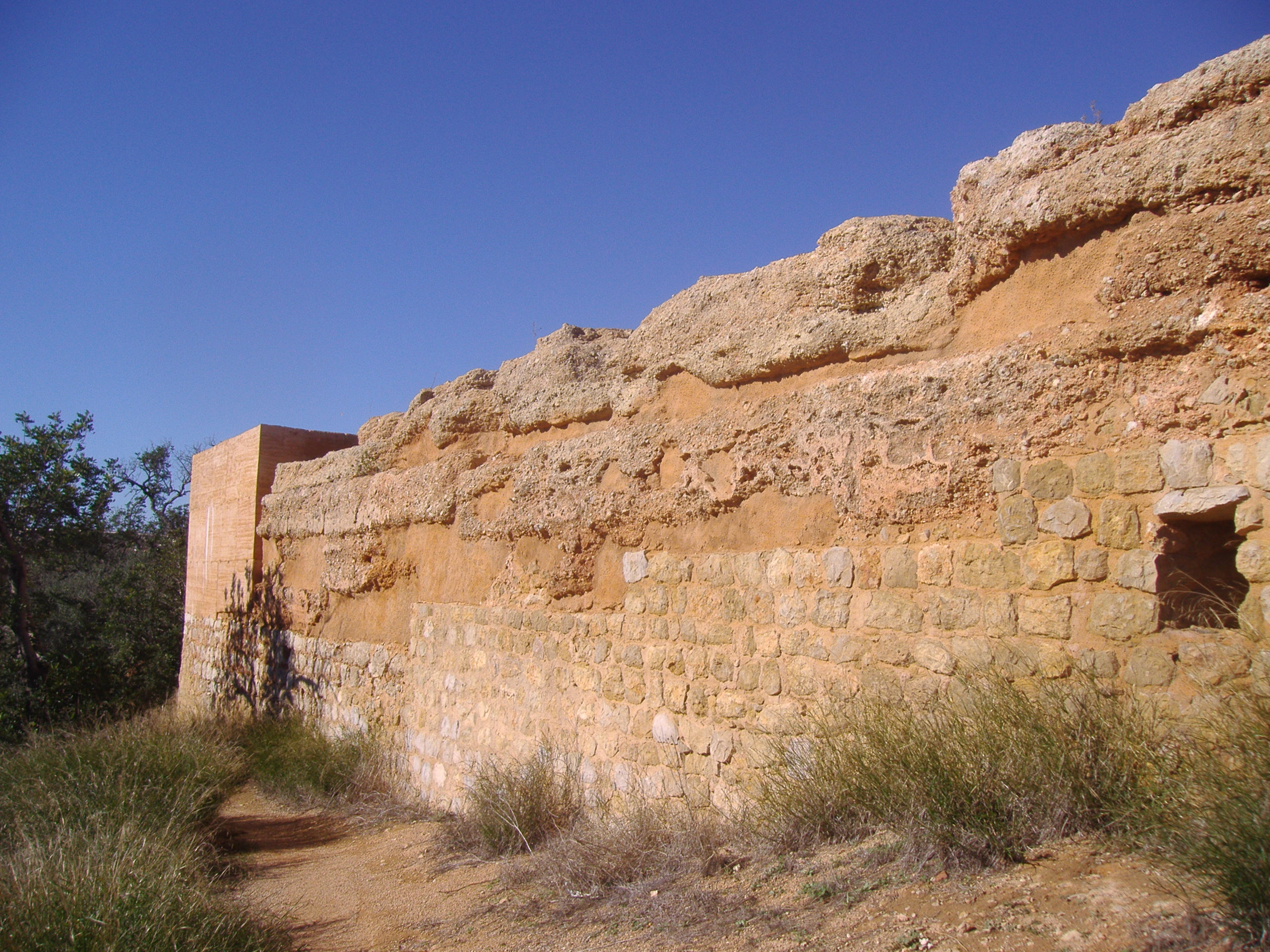
Detall de la muralla al sud-oest, 2007

## Descripció

### Importància i conservació
El Castell de Paderne es considera un dels monuments més importants de l'Algarve, pel seu simbolisme i valor patrimonial. És un exemplar únic a Portugal d'un hisn almohade.
El monument està classificat com a Immoble d'Interés Públic pel Decret núm. 516/71, publicat en el Diário do Governo, núm. 274, Sèrie I, de 22 de novembre de 1971, mentre que la Zona d'Especial Protecció fou definida per l'ordenança núm. 978/99, publicada en el Diário do Governo núm. 215, Sèrie II, de 14 de setembre de 1999. És responsabilitat de la Direcció Regional de Cultura de l'Algarve (ordenança núm. 829/2009) i des del 2018 la gestió la comparteix amb la Cambra Municipal d'Albufeira.
El castell es troba dins la Xarxa Natura 2000, en un dels recorreguts de l'Institut de Conservació de la Natura.(1)
Segons la tradició, és un dels set castells que figuren en la bandera de Portugal, afegits pel rei Alfons.

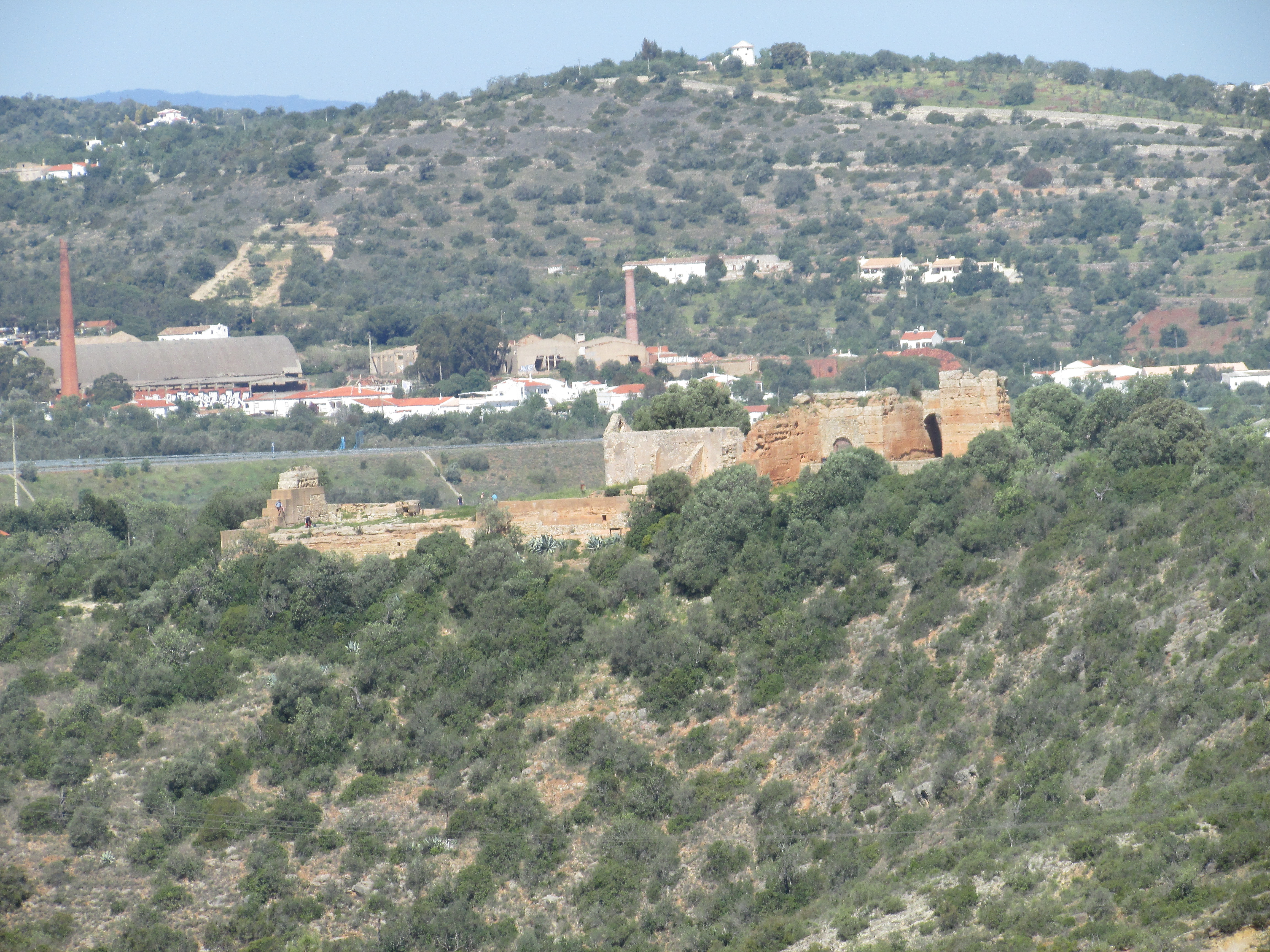
Castell de Paderne, vist des dels voltants de Malhão, al 2017

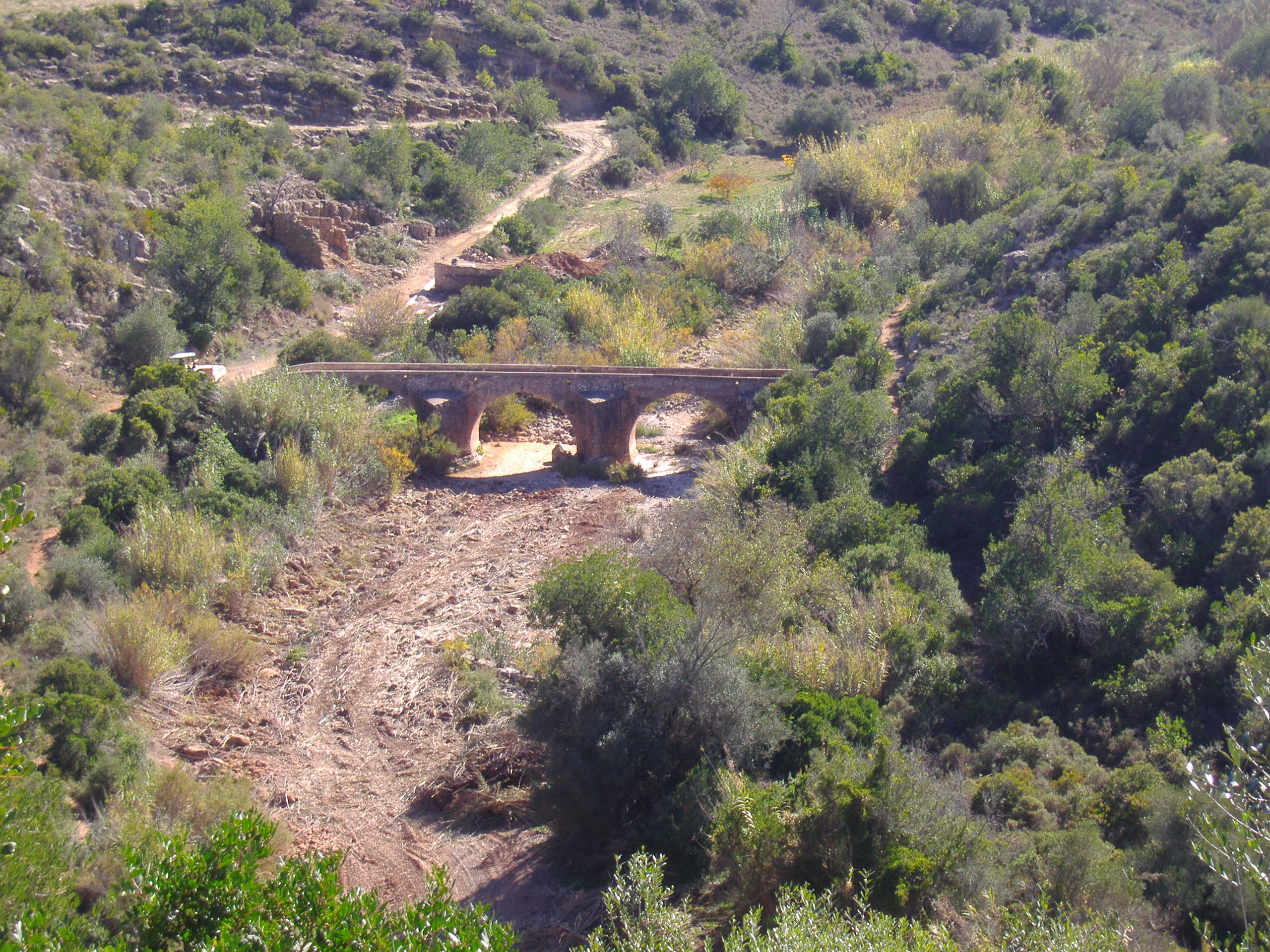
Pont sobre la ribera de Paderne, vista des del castell, 2008

### Composició i situació geogràfica
L'edifici se situa en un turó a 100 m d'altitud, en una península en el traçat de la ribera de Quarteira i de diverses valls. Està a uns 2 km al sud de l'actual vila de Paderne, en una zona considerada estratègica per la forta producció agrícola i com a punt de divisió entre les zones de la costa i del barranc i les zones de Loulé i Silves. També servia per a vigilar l'antiga via romana, que passava per la ribera de Quarteira en un pont, situat al sud-oest del castell.
El castell era un hisn, un tipus de fortificació almohade, construït en una zona rural, i que combinava les funcions de nucli residencial i lloc de defensa.(13) Es compon per panys de muralla i la torre al costat de l'entrada, i conté les ruïnes d'una ermita i de dues cisternes. L'espai a l'interior té una àrea de 3.250 m². L'edifici s'orienta al nord-est, adaptant-se a la morfologia del terreny, i presenta una planta irregular amb deu cares, de configuració quasi trapezoïdal.(11) 
Tant el castell com els edificis residencials de l'interior presenten traços típics de mitjan segle XII, durant el període almohade.(13) Les muralles tenen 1,9 a 2,1 m de grossor.
La terra aixafada permet la construcció de parets resistents a baix cost, i s'ha utilitzat molt des de l'antiguitat a la Mediterrània, particularment al nord d'Àfrica i a la península Ibèrica.(11)

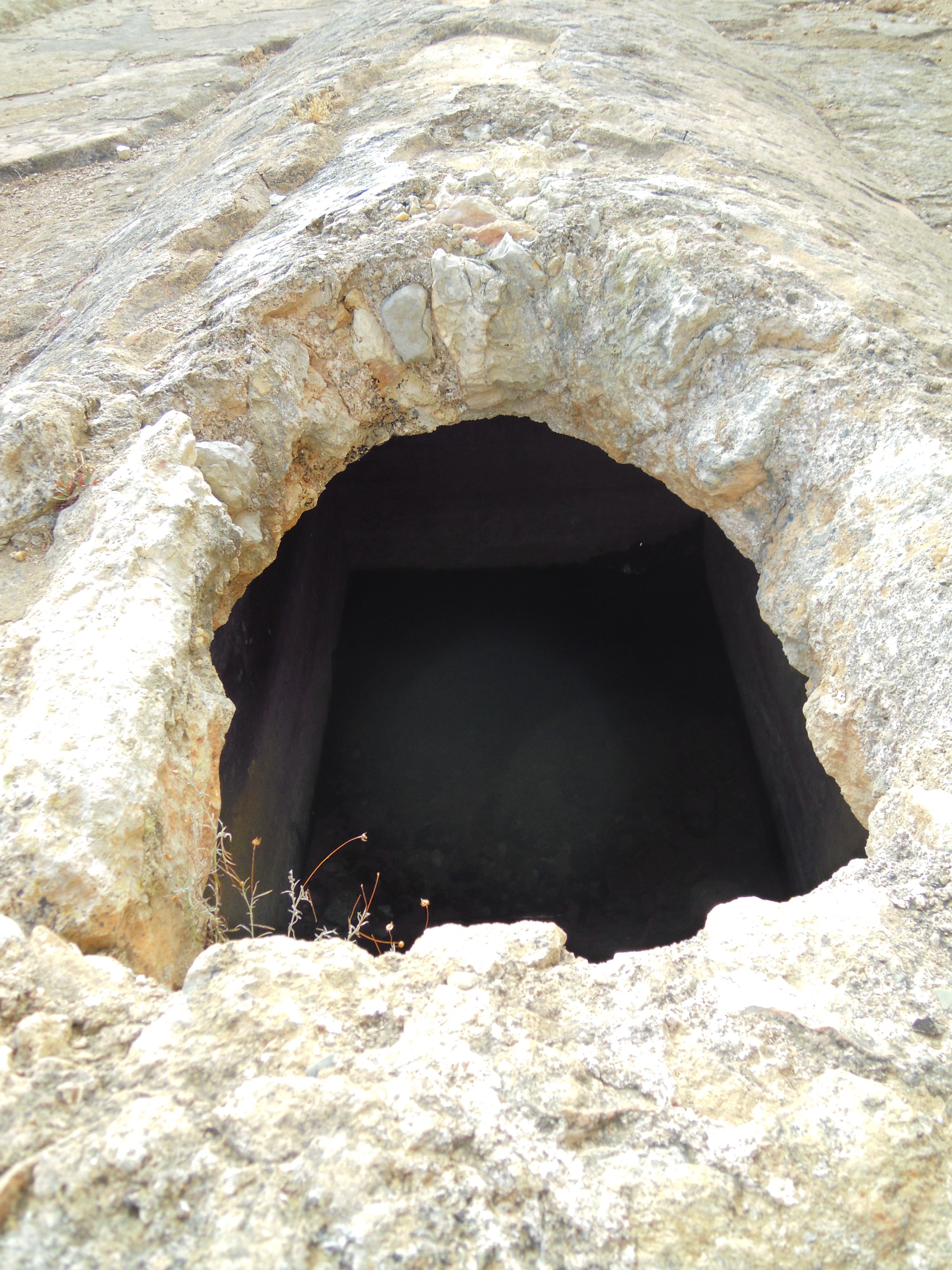
Vestigis d'una antiga cisterna, 2012

### Zona residencial i cisternes
L'espai urbà dintre el castell, durant el període islàmic, presentava un pla ortogonal, dividit per carrers estrets.(15) Les cases, de planta quadrangular, tenien compartiments al voltant d'un pati central descobert (Sahn).(13) Aquesta organització era comuna en els espais urbans del període islàmic, i apareix per exemple a Mértola.
Un d'aquests conjunts té grans dimensions, amb 11,3 per 8,2 m, format per vuit divisions al voltant del pati.(16) Les parets dels edificis serien de tova o terra aixafada, en alguns casos adossades a la muralla.(13) També s'hi han trobat vestigis d'un sistema de canalons, que escolaven les aigües residuals fora del castell.(15) Després de l'ocupació cristiana, l'interior fou profundament modificat, i els edificis residencials passaren a ser totalment en pedra, i s'allunyaren de les muralles.(13)

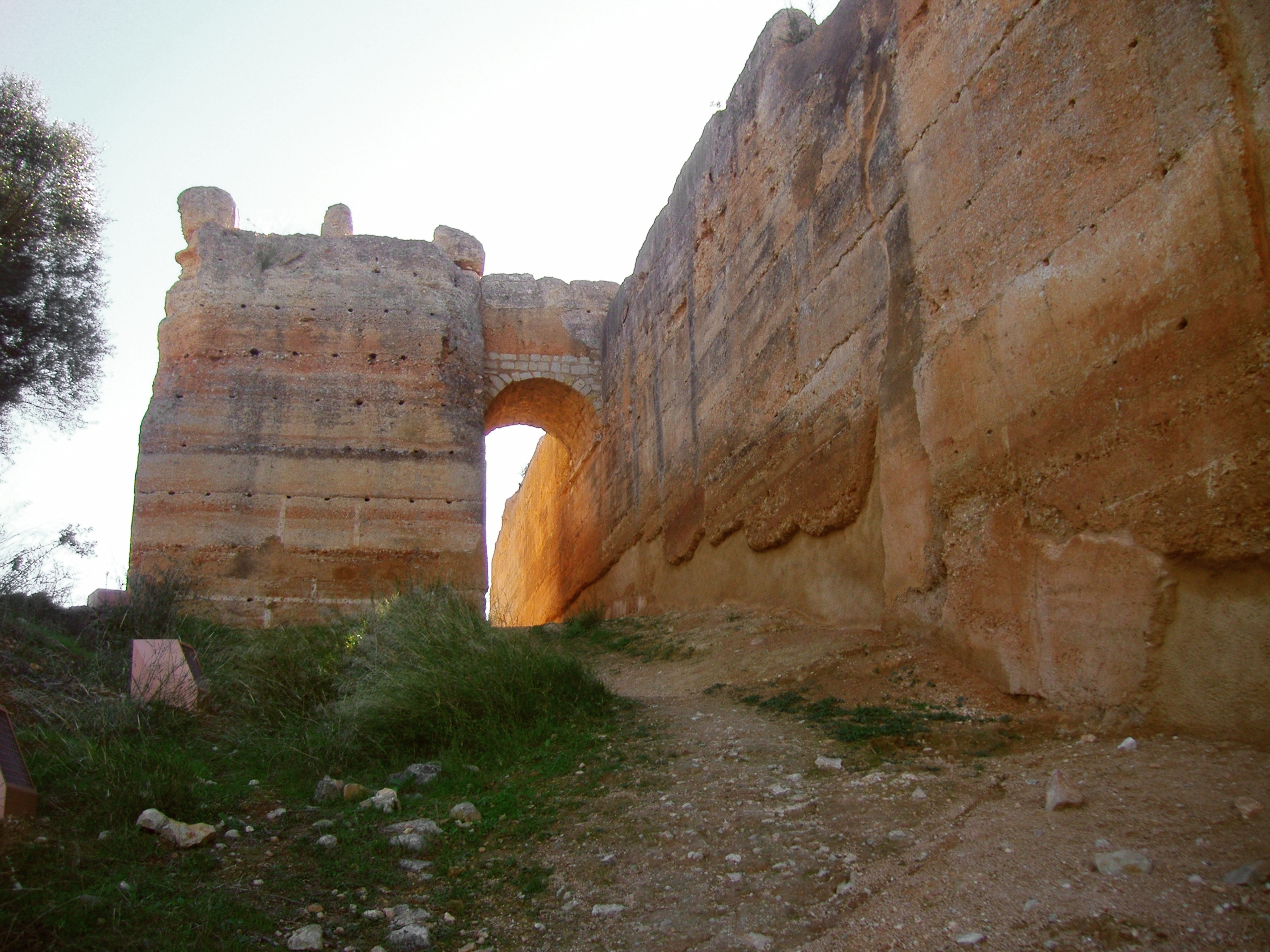
Torre del castell, 2007

### Torre albarrana
L'única torre del castell es troba fora, i aquest tipus de torres, destacades en relació amb les muralles, es coneixen com a albarranes.(17) S'utilitzaren molt durant el domini islàmic, a la regió sud-oest de la península Ibèrica, i també es troben als castells d'Alcácer do Sal, Silves, Salir i Badajoz.(17)
Dins del castell hi havia dues cisternes, testimoniatge dels dos períodes d'ocupació de la fortalesa, abans i després de la conquista cristiana.(15)

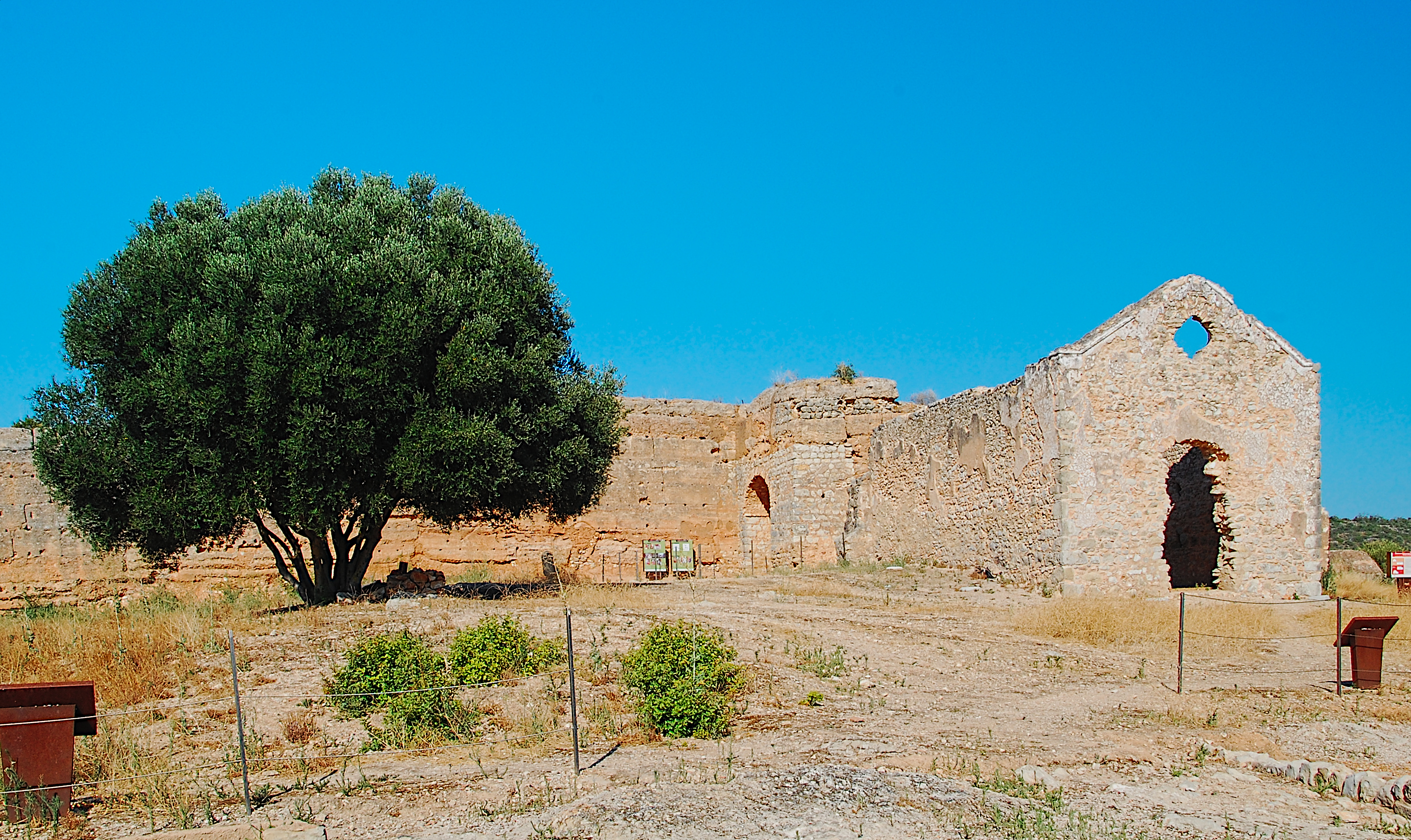
Interior del castell el 2010, a la dreta les ruïnes de l'ermita

### Ermita de Nossa Senhora da Assunçâo
Vora l'entrada del castell, hi ha les ruïnes de l'ermita de Nossa Senhora da Assunçâo, també dita ermita da Senhora do Castelo.(13) Aquesta ermita fou seu de la Parròquia de Paderne, però tal com va succeir amb el castell, fou abandonada i només en resten les parets mestres.(15)
Es trobaren vestigis d'una estructura anterior per sota l'ermita, probablement una església del segle xiii, per adaptar al culte cristià un antic temple islàmic.(13)

### Troballes
En les excavacions aparegueren restes principalment de dos períodes, el primer dels segles XII i XIII, i el segon dels XVI i XVII.(13) Del primer període hi ha un gran nombre de ceràmica islàmica, principalment pisa de cuina, i peces de producció nassarita.(16)

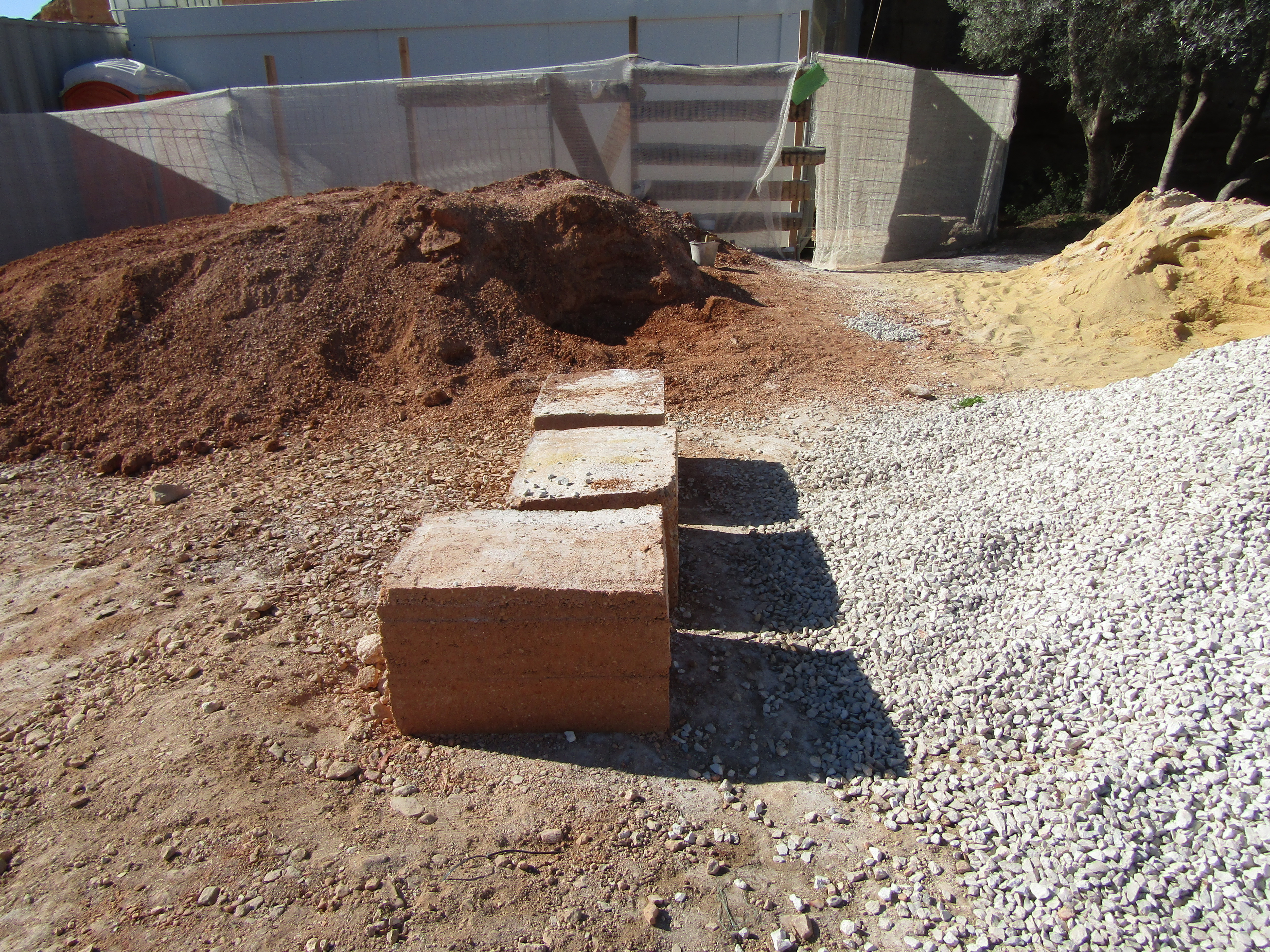
Tres blocs de terra aixafada, utilitzats durant les obres de restauració, el 2018

## Història

### Antecedents
El lloc seria inicialment ocupat per un castre dels pobles lusitans, fundat a finals del Neolític o a la primeria de l'Eneolític. El conqueriren els exèrcits romans a mitjan segle ii aC, i el convertiren en un lloc militar i en un nucli administratiu i polític, denominat Paderne o Paderna.(1)

### Període medieval
El 713, el poble romà fou conquerit per les forces islàmiques, que construirien el castell en el segle XI o mitjan XII, durant el període almohade, a finals del domini musulmà de l'Algarve.(12) Formava part d'un conjunt de fortaleses d'ambient rural, que es construïren per crear una línia defensiva contra les envestides de les tropes cristianes, en l'àmbit de la conquista cristiana.
La referència més antiga sobre l'edifici remunta al 1189, any en què Sanç I organitza dues expedicions per atacar l'Algarve, i conquereix el castell en un assalt nocturn, recolzat per una esquadra de croats anglesos.(12) Poc després fou recuperat per les forces islàmiques.(12) El castell fou conquerit al 1248 per l'Orde de Santiago, dirigits pel seu mestre Paio Peres Correia, ja durant el regnat d'Alfons III. La conquesta cristiana acaba l'any següent. En els relats de Paio Peres Correia, el castell es descriu com «fort i molt bo de la gran comarca al voltant, entre Albufeira i la serra».
El 1305, el rei Donís va lliurar el castell a Lourenço Anes, mestre de l'Orde d'Avis.(1) S'han trobat proves de modificacions a l'interior del castell durant el segle xiv, havent-se canviat l'organització dels edificis, que es construeixen en pedra, i s'allunyen de les muralles.(2)

### Segles XV i XVI
Entre els segles XV i XVI, hi ha un procés gradual de transferència de la importància estratègica de l'Algarve, i les fortaleses del litoral tenen un paper més destacat. Aquest declivi s'agreuja amb el canvi de la població de Paderne a un altre lloc a començaments del segle XVI.(12) Al 1506 es construeix al nou indret una nova església parroquial.(19)

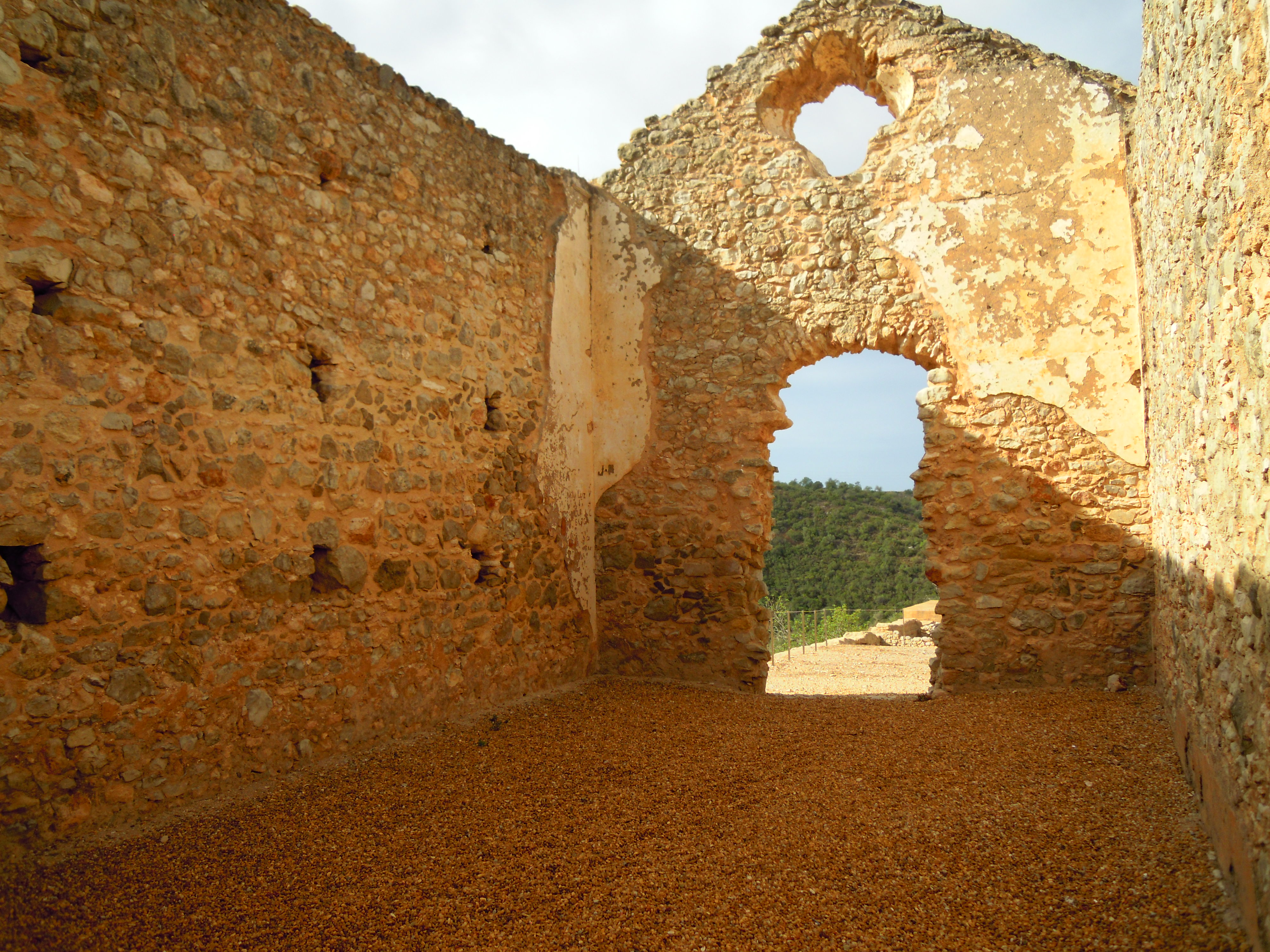
Interior de l'ermita, el 2012

### Segles XVIII i XIX
L'edifici fou molt danyat durant el sisme de 1755, i s'ensorrà parcialment la torre albarrana i les muralles.(3)
El castell es tancà oficialment al 1858, i aquest mateix any se suspengué el culte a l'ermita de Nossa Senhora da Assunçâo pel mal estat de conservació del conjunt.(4)

### Segle XX
Al 1971, el monument rep la categoria d'Immoble d'Interés Públic.(5)
Als anys 80, s'hi feu recerca arqueològica, i s'hi identificaren les diverses estructures fortificades, vestigis d'edificis residencials i d'una església o ermita, i materials datats des del segle XII al xviii.(13) També en la mateixa dècada, la Direcció General d'Edificis i Monuments Nacionals reconstruí l'arc d'unió a la torre albarrana.(13) Entre 1986 i 1987, el monument fou restaurat. Al març de 1998, el monument passa a l'Institut Portugués de Patrimoni Arquitectònic, i el 1999, va ser-ne delimitada la Zona d'Especial Protecció.(1)

### Segle XXI

#### Dècada de 2000
El 2001, l'Institut Portugués de Patrimoni Arquitectònic crea un aixecament arquitectònic tridimensional del castell, i compra l'immoble i els terrenys del voltant.(1)

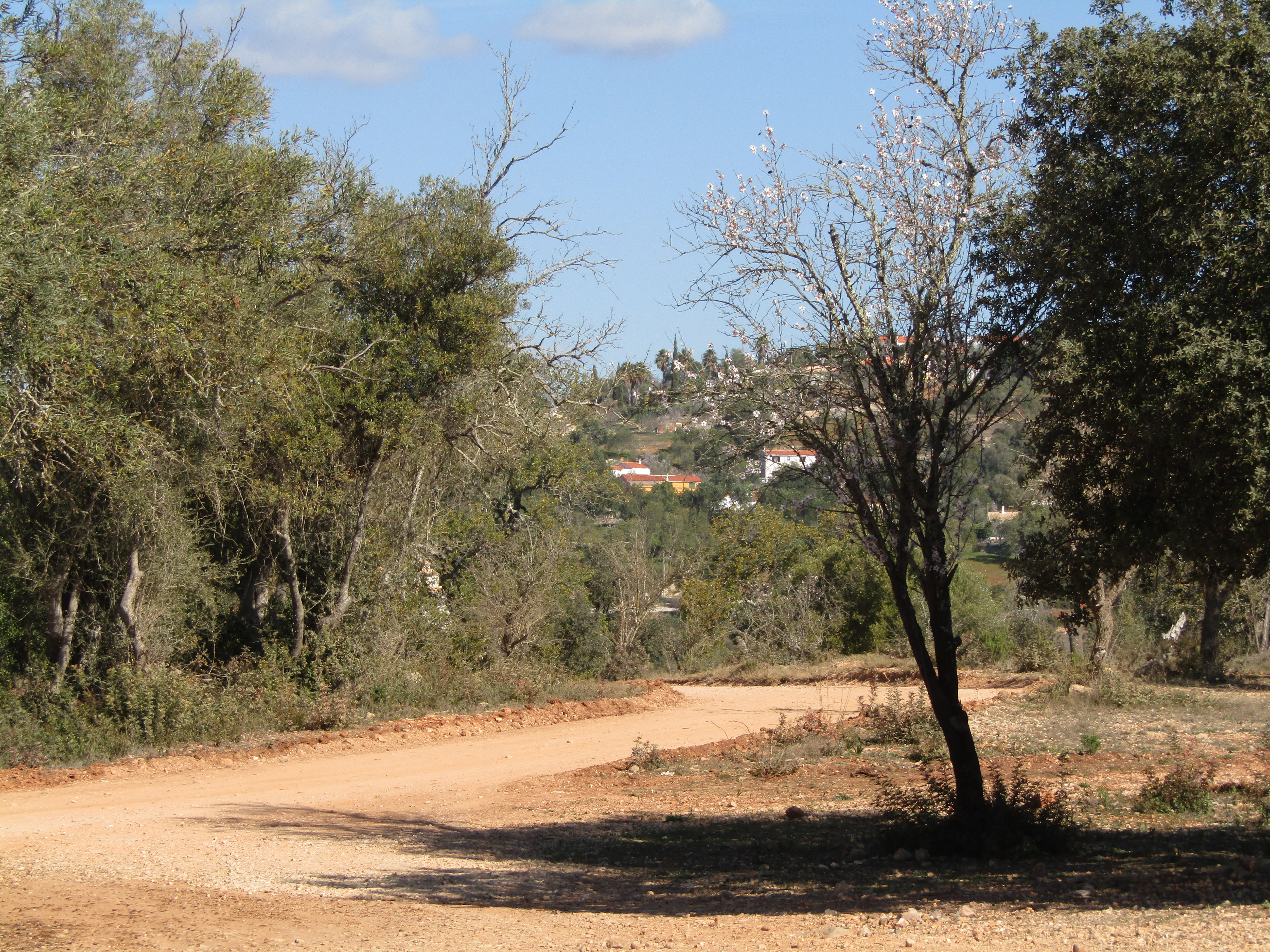
Carretera d'accés al castell, el 2018